# Borek Wielkopolski (gmina)

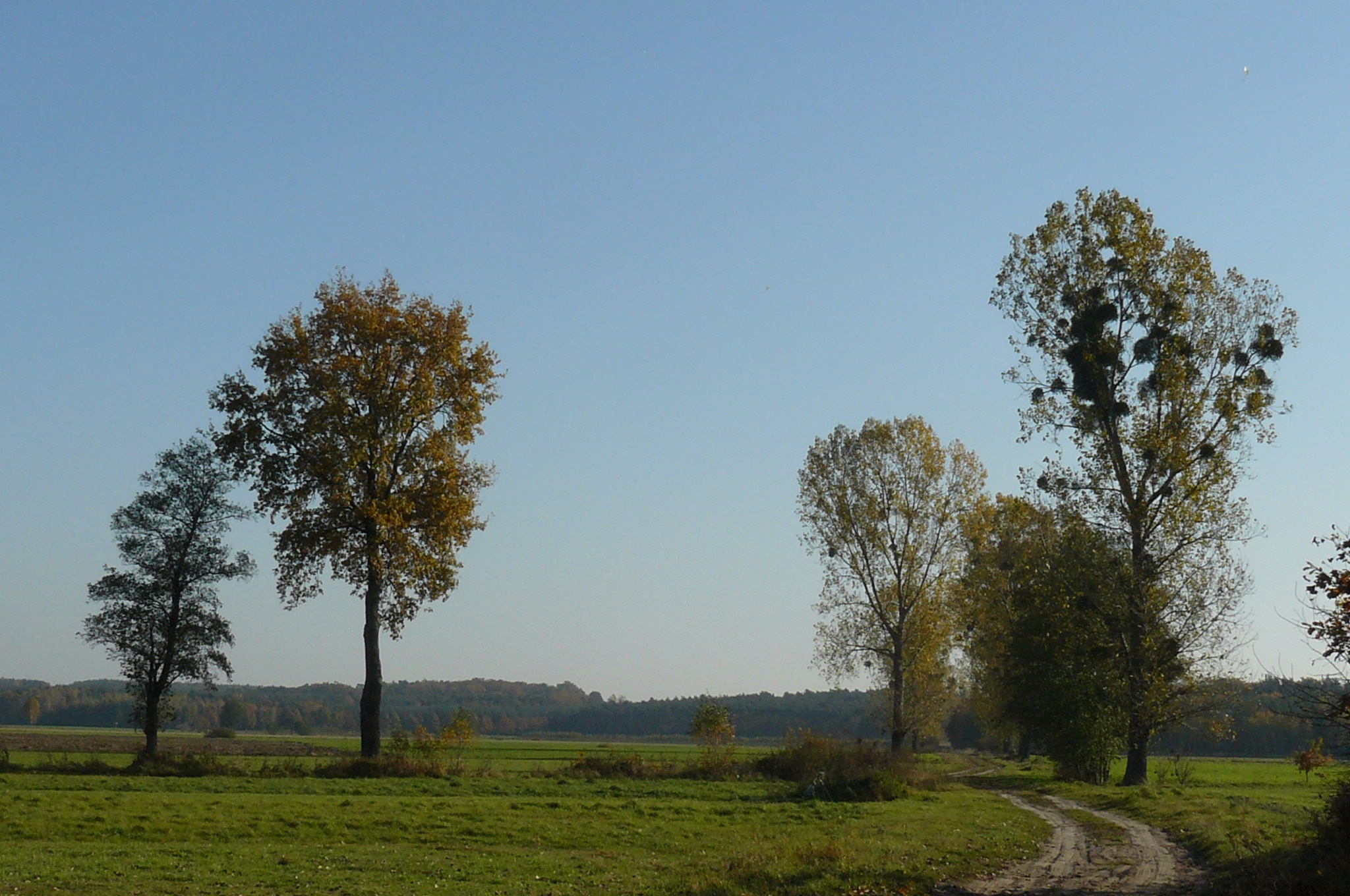
Krajobraz gminy (okolice Studziannej)

Borek Wielkopolski – gmina miejsko-wiejska w województwie wielkopolskim, w powiecie gostyńskim na zachodnim krańcu Wysoczyzny Kaliskiej. Hasłem promocyjnym gminy jest: "Przedsiębiorczość, natura, gościnność".
Siedziba gminy to Borek Wielkopolski.
Według danych z 30 czerwca 2004 gminę zamieszkiwało 7730 osób.

## Historia
Najstarsze ślady działalności człowieka z epok brązu, żelaza i wczesnego średniowiecza znaleziono we wsiach Jawory i Jeżewo.
Na lewym brzegu Obry koło Jaworów znajduje się grodzisko o kształcie owalnego 4-metrowego stożka z rowem i wałem. Średnica stożka to ok. 35 metrów, średnica na dole wynosi ok. 200 metrów, na górze ok. 100. W roku 1918 grodzisko zostało zbadane przez profesora Józefa Kostrzewskiego. Dowiódł on, że miejsce to pełniło funkcję grodu granicznego. Został on pod koniec XIII wieku umocniony przez księcia Henryka III głogowskiego. W XVII wieku obiekt był wykorzystywany przez Szwedów podczas potopu szwedzkiego.
W okolicy Jeżewa, nad Serawą (lewym dopływem Pogony), w miejscu gdzie dzisiaj stoi dwór myśliwski znajdował się prehistoryczny gród, a ludność koczownicza osiedliła się tam już 8 tysięcy lat temu.
Najstarszy rodowód spośród wsi mają Jawory, Jeżewo, Wycisłowo, Zalesie, Zimnowoda i Bruczków, które w XII i XIII wieku stanowiły dobra rycerskie. Strumiany i Siedmiorogów Pierwszy zostały założone dla sprawdzonych kolonistów z zachodniej Europy, natomiast Bolesławów, Leonów i Celestynów powstały w połowie XIX wieku w wyniku parcelizacji majątków ziemskich.
W 1793 roku ziemia borecka została przyłączona przez Prusy w drugim rozbiorze Polski. Dopiero w 1918 roku wróciła do Polski.
W latach 1887–1932 Borek był częścią powiatu koźmińskiego. Od 1932 roku nieprzerwanie należy do powiatu gostyńskiego. W roku 1934 powiat został podzielony na gromady i gminy zbiorowe. Gmina Borek składała się z 13 gromad, obejmujących obszar 10 483 hektarów, a liczba mieszkańców wynosiła 6 102. Samo miasto zajmowało obszar 715 ha i liczyło 2058 mieszkańców.
W latach 1975–1998 gmina położona była w województwie leszczyńskim.

## Przyroda
Mimo dominujących terenów nizinnych, gmina charakteryzuje się zróżnicowaną rzeźbą terenu. Dużym urozmaiceniem są doliny rzeki Pogony i Dąbrówki, oraz zbocza pradoliny Żerkowsko-Redzyńskiej, które są wykorzystywane przez kanał Obry. Lasy stanowią zaledwie 15 procent powierzchni gminy i są własnością nadleśnictwa Piaski. W obrębie gminy znajdują się dwa leśnictwa: Stawiszyn i Siedmiorogów, obejmujące łącznie 1880 hektarów.

### Wody powierzchniowe
Obszar gminy jest ubogi w wody powierzchniowe z powodu braku jezior, jednak ten brak zrekompensowano poprzez budowę zbiornika retencyjnego Jeżewo, który znajduje się w widłach rzeki Pogony i Serawy. Zbiornik ten przy normalnym stanie zajmuje 72 hektary powierzchni i ma głębokość wynoszącą 7 metrów. Jego konstrukcja była jednym z największych przedsięwzięć w historii Gminy Borek Wielkopolski, oraz poprawiła warunki hydrauliczne na jej terenie. Zbiornik został oddany do użytku w 2003 roku i jest nazywany "jeziorem Łabędzim". Jest on systematycznie zarybiany i stał się łowiskiem dla wędkarzy. Planowane są również kolejne funkcje rekreacyjne tego akwenu w przyszłości.

## Gospodarka
W gospodarce gminy przeważa rolnictwo. Obszary użytków rolnych zajmują około 10 tysięcy hektarów, co stanowi ponad 78% ogólnej powierzchni gminy. Z tego grunty orne zajmują około 9,3 ha (73%). Gleby tutaj są uznawane za jedne z najlepszych w regionie leszczyńskim, klasyfikując się głównie jako klasy 2 i 3, co stanowi niemal 61% powierzchni pól uprawnych. Podstawowe gałęzie produkcji rolnej to: 50% zasiewów, w tym pszenica stanowi 35%, rośliny okopowe 25% (w tym buraki cukrowe 15%) i rośliny pastewne 15%. Produkcja zwierzęca skupia się głównie na chowie bydła, zwłaszcza mlecznego oraz trzody chlewnej.
W gminie Borek Wielkopolski działa około 760 gospodarstw indywidualnych oraz dwa duże przedsiębiorstwa rolne: Gospodarstwo Rolne „Karolew” i Gospodarstwo Rolne „Mróz”. W sumie funkcjonuje około 350 podmiotów gospodarczych, z dominacją jednoosobowych lub małych firm zatrudniających od dwóch do pięciu osób w branży usługowej. Ponadto, w gminie istnieje kilkanaście przedsiębiorstw średnich i większych związanych z handlem, usługami, budownictwem oraz transportem.

## Struktura powierzchni
Według danych z roku 2002 gmina Borek Wielkopolski ma obszar 127,58 km², w tym:
- użytki rolne: 77%
- użytki leśne: 15%

Gmina stanowi 15,74% powierzchni powiatu.

## Kultura
Miejsko-Gminny Ośrodek Kultury w Borku Wielkopolskim jest odpowiedzialny za rozwijanie życia kulturalnego na terenie gminy. Posiadają oni duży, odnowiony w 2011 roku, budynek z salą widowiskową na 250 miejsc. W tym samym budynku znajduje się Biblioteka Publiczna z ponad 28 525 książek, 40 audiobooków oraz 28 tytułów czasopism. Ośrodek Kultury oferuje różnorodne zajęcia dla dzieci, młodzieży i dorosłych, w tym tematyczne koła i zespoły, takie jak zespoły folklorystyczne i chóry. W czerwcu organizowane są dni Borku Wielkopolskiego, będące główną imprezą.
W Gminie są trzy znane zespoły: zespół regionalny "Borkowiacy", zespół ludowy "Studzianna" oraz koło śpiewacze "Jutrzenka". "Jutrzenka" została założona w listopadzie 1892 roku przez księdza Aleksandra Brandowskiego, aby podtrzymać ducha polskiego w czasach germanizacji. Zespół regionalny "Borkowiacy" działa od 1973 roku i również wnosi wielki wkład w kultywowanie tradycji.
Oprócz tego, przy ośrodku kultury działają grupy taneczne dla dzieci i młodzieży, oraz klub hodowców gołębi rasowych. Bractwo kurkowe stanowi niezwykle barwną i aktywną organizację, którą można śledzić od 1857 roku, dzięki zachowanym protokołom prowadzonym od 1905 roku.
Gmina może również pochwalić się długą tradycją Ludowego Klubu Sportowego "Wisła", którego piłkarze trenują na stadionie miejskim.
Na terenie gminy działa 13 jednostek Ochotniczych Straży Pożarnych mająca około 350 członków.

## Oświata
W gminie działają różne placówki edukacyjne, w tym przedszkole samorządowe "Pod Dębem" w Karolewie, Zespół Szkolno-Przedszkolny w Borku Wielkopolskim oraz jego filie w Wycisłowie i Zalesiu. W Zimnowodzie działa Zespół Szkolno-Przedszkolny, oraz Zasadnicza Szkoła Zawodowa i Liceum Ogólnokształcące w Zespole Szkół w Borku Wielkopolskim.

## Infrastruktura
Przez teren gminy biegną różne drogi: droga krajowa nr 12 (Jarocin - Borek - Gostyń - Leszno), dwie drogi wojewódzkie (numer 437 Dolsk - Borek i numer 438 Borek - Koźmin), kilkanaście dróg powiatowych i kilkadziesiąt gminnych. W 2007 roku wybudowano obwodnicę miasta na drodze krajowej nr 12, co ułatwiło ruch i zmniejszyło natężenie ruchu ciężarówek w mieście.
W roku 2004 oddano do użytku oczyszczalnię ścieków.

## Demografia
Dane z 30 czerwca 2015
| Opis                              | Ogółem | Ogółem | Kobiety | Kobiety | Mężczyźni | Mężczyźni |
| --------------------------------- | ------ | ------ | ------- | ------- | --------- | --------- |
| jednostka                         | osób   | %      | osób    | %       | osób      | %         |
| populacja                         | 7730   | 100    | 3885    | 50,3    | 3845      | 49,7      |
| gęstość zaludnienia (mieszk./km²) | 60,6   | 60,6   | 30,5    | 30,5    | 30,1      | 30,1      |

- Piramida wieku mieszkańców gminy Borek Wielkopolski w 2014 roku[1].

## Sołectwa gminy Borek Wielkopolski
Do gminy należą miasto Borek Wielkopolski i 34 wsie tworzące 22 sołectwa , 
- Bolesławów – wieś
- Borek Wielkopolski – miasto, siedziba gminy
- Bruczków – wieś
- Celestynów – wieś
  - Domanice-Majątek – osada
- Dąbrówka – wieś
  - Ustronie – wieś
- Głoginin – wieś
- Grodnica – wieś
  - Osówiec – wieś
- Jawory – wieś
- Jeżewo – wieś
  - Frasunek – wieś
  - Liż – wieś
  - Stawiszyn – osada leśna
- Karolew – wieś
  - Dorotów – osada
  - Trzecianów-Osiedle – wieś
- Koszkowo – wieś
- Leonów – wieś
- Maksymilianów – wieś
- Siedmiorogów Drugi – wieś
  - Cielmice – wieś
- Siedmiorogów Pierwszy – wieś
- Skoków – wieś
- Skokówko – wieś
- Strumiany – wieś
- Studzianna – wieś
- Trzecianów – wieś
- Wycisłowo – wieś
- Zalesie – wieś
  - Wygoda – wieś
  - Zacisze – wieś
- Zimnowoda – wieś

Na terenie gminy znajduje się też leśniczówka Wroniny, brak danych o przynależności sołeckiej.

## Sąsiednie gminy
Dolsk, Jaraczewo, Koźmin Wielkopolski, Piaski, Pogorzela